# Iván Grigoróvich-Barski
Iván Grigoróvich-Barski (en ucraniano: Іван Григорович Григорович-Барський; 1713-Kiev, 10 de septiembre de 1791 en Kiev) fue un arquitecto ucraniano del período barroco. Se graduó en la Academia Kiev-Mogila, y diseñó varias iglesias y otros edificios en Kiev y otras ciudades.

## Biografía
Nació en Kiev, de una familia de comerciantes, hermano del viajero Vasil Grigoróvich-Barski. Estudió en la Academia Kiev-Mogila de 1724 a 1730, tras lo que se convirtió en arquitecto de la ciudad de Kiev. También fue magistrado municipal, comerciante y padre de 15 hijos.
En 1785, seis años antes de su muerte, Iván Grigoróvich-Barski escribió su propio epitafio: "Aquí está el cuerpo del asesor ciudadano de Kiev Iván Grigoróvich-Barski (hermano del monje Vasili Grigoróvich-Barski, que viajó a diferentes tierras y lugares santos, y describió en un libro todo lo visto), este mismo hermano suyo, que trabajó en la creación de varias estructuras, trajo agua a varios lugares, en esta ciudad desde varias fuentes debajo de las montañas, y luego construyó iglesias de piedra, campanarios y cámaras. Hizo la primera iglesia en el monasterio Kirilovsky, con un campanario, puertas y sótanos. Iglesias de la Intercesión y Naberezhno-Nikolskaya. En la ciudad de Kozelets, las iglesias fueron decoradas con yeso y pinchadas, y el campanario fue nuevamente construido en el monasterio Zolotonoshsky Krasnogorsk, iglesias, el campanario del monasterio de Pedro y Pablo, en la catedral del monasterio de la Asunción con una iglesia, también una tienda de la ciudad y una casa de huéspedes, las zonas residenciales del monasterio griego y Yuri Dranchev, reconstruidas Voskresenskaya y Uspenskaya, celdas en el monasterio de Mezhyhirsk, y este 1785 murió, fue enterrado aquí... Que el número de los cuales sea el descanso eterno".

## Obra
Algunos de sus proyectos en Kiev fueron:
- Iglesia y campanario del monasterio de San Cirilo (1750-1760).[8]
- Iglesia de los Santos Protectores (1766).
- Iglesia de San Nicolás (1772-1775).
- Campanario del Monasterio de San Pedro y San Pablo (1761-1773).
- Vieja Bolsa de la Academia Mogila de Kiev (1778).
- Casa Gostini Dvir (1760).
- Fuente de Sansón (1748-1749).
- Casa de los magistrados del grano. (1760)

Otros lugares que construyó Grigoróvich-Barski fueron:
- Iglesia de los Tres Santos en Lemeshi (1761), cerca de Chernígiv.
- Iglesia de la Natividad de la Madre de Dios (1752-1764) en Kozelets, en colaboración con Andréi Kvasov.
- Monasterio de Mezhigirski en Víshgorod.

## Galería

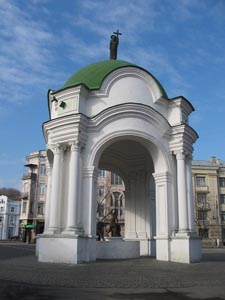
Fuente de Sansón (Kiev)
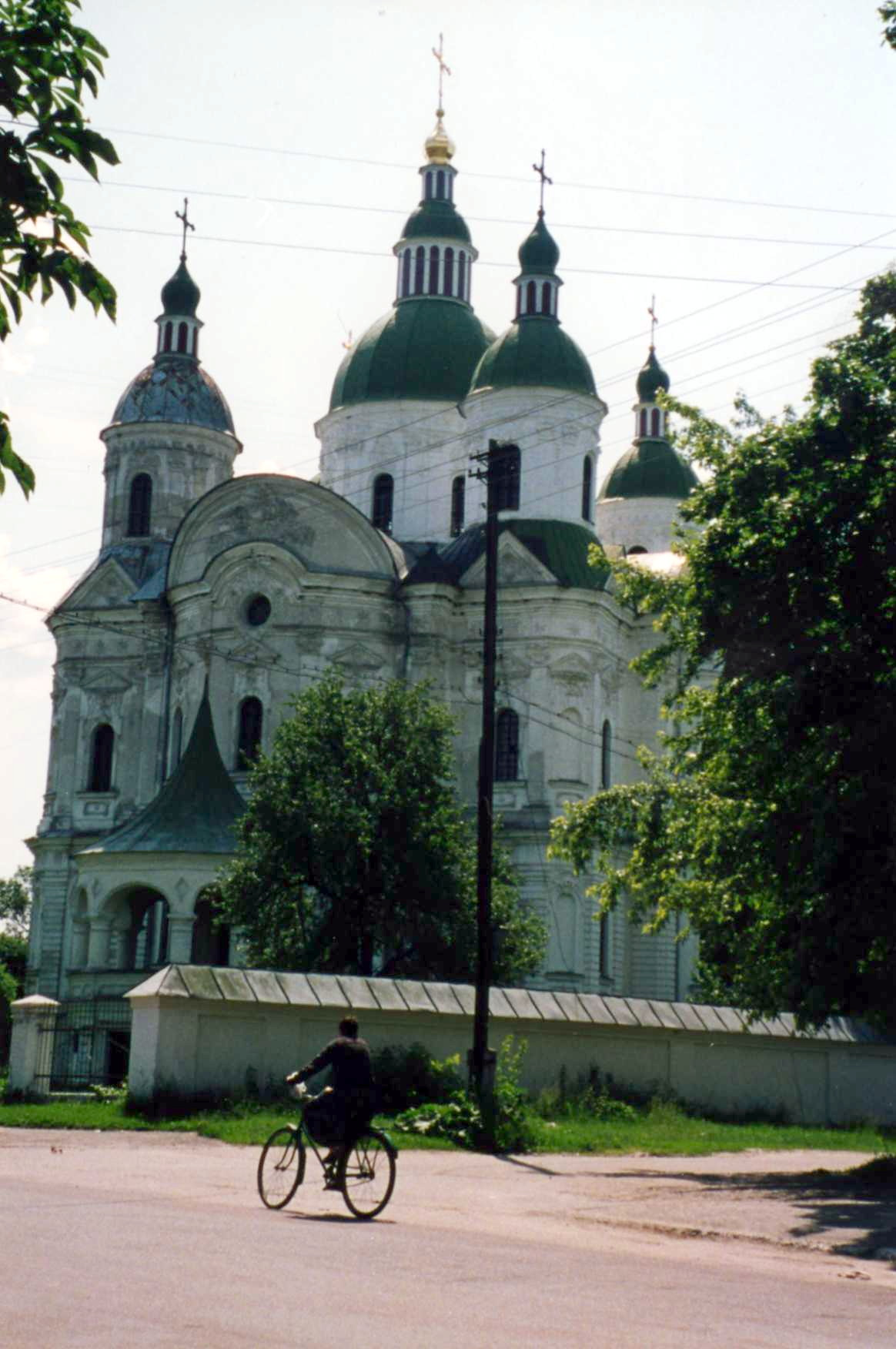
Iglesia de la Natividad de la Madre de Dios (Kozelets)
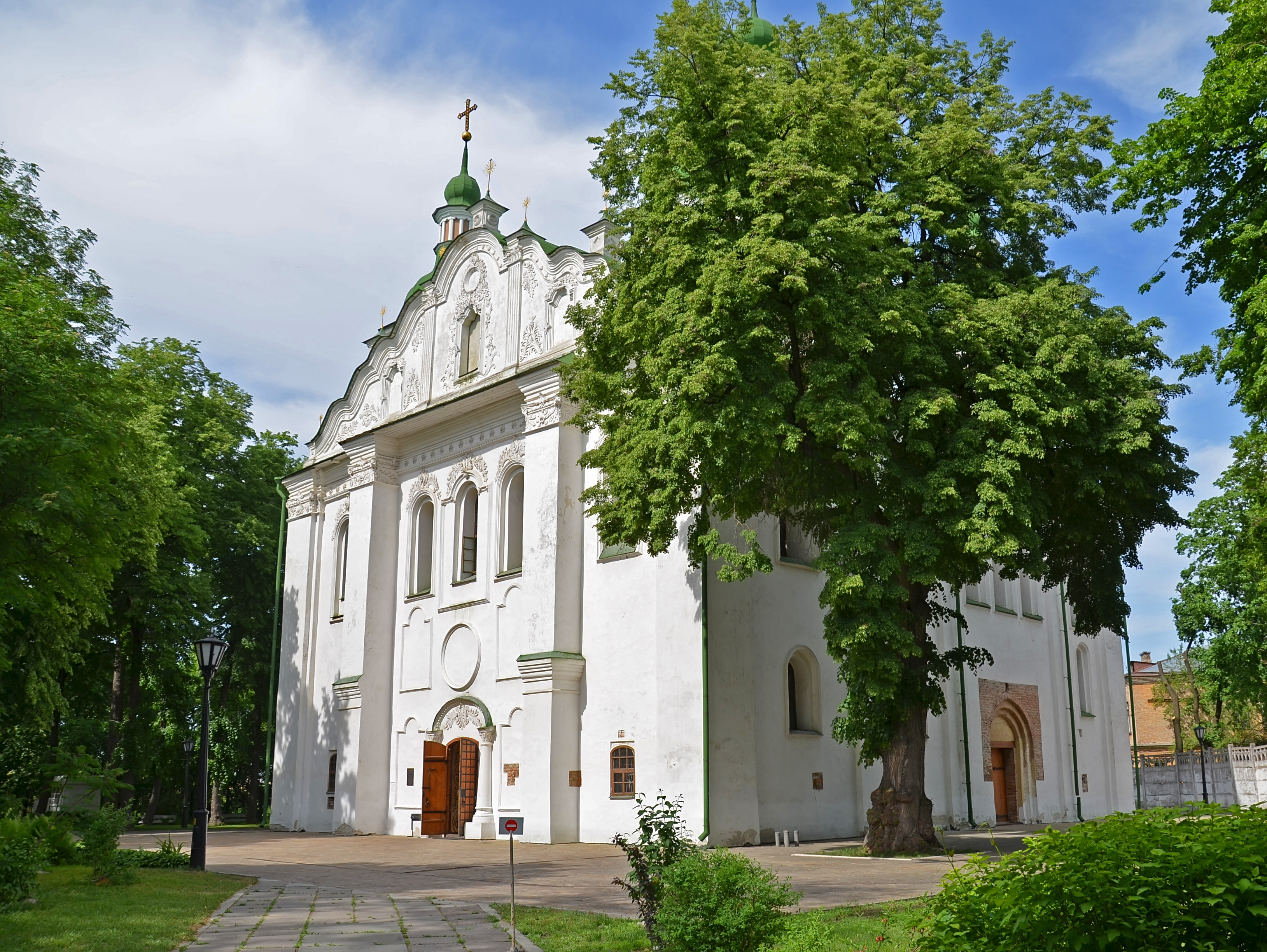
Iglesia del monasterio de San Cirilo (Kiev)